# Torrent de Tresserres
El Torrent de Tresserres o de Trasserres és un afluent per la dreta del Cardener.
Neix al terme municipal de Cardona, al vessant de migjorn de la Serra de Tresserres i desguassa al Cardener just després del meandre de Malagarriga.

## Municipis per on passa
Des del seu naixement, el Torrent de Tresserres passa successivament pels següents termes municipals.
|                                                                          | Longitud (en m.) | % del recorregut |
| ------------------------------------------------------------------------ | ---------------- | ---------------- |
| Per l'interior del municipi de Cardona                                   | 2.005            | 41,11%           |
| Fent frontera entre els termes de Cardona (al nord) i de Navars (al sud) | 2.248            | 46,09%           |
| Fent frontera entre Cardona (al nord) i Pinós (al sud)                   | 624              | 12,79%           |

## Xarxa hidrogràfica
La xarxa hidrogràfica del Torrent de Tresserres està constituïda per 19 cursos fluvials que sumen una longitud total de 18.658 m.

### Distribució municipal
El conjunt de la xarxa hidrogràfica del Torrent de Tresserres transcorre pels següents termes municipals:

### Afluents destacables
⊗ El Torrent de Sant Cristòfol